# Desamortización de Godoy
La denominada desamortización de Godoy fue la primera desamortización propiamente dicha llevada a cabo en España. A pesar de que la historiografía utiliza esta denominación, ésta no tendría demasiado fundamento, ya que fue decretada en septiembre de 1798 durante el reinado de Carlos IV cuando Manuel Godoy hacía seis meses que había perdido el poder, por lo que su promotor fue su sustituto Mariano Luis de Urquijo.
El objetivo de la desamortización fue hacer frente al enorme déficit y al asfixiante endeudamiento que padecía la Hacienda Real como consecuencia del gran incremento del gasto que supuso la guerra de la Convención (1793-1795) que mantuvo España con la República Francesa y el aún mayor de la guerra con Gran Bretaña iniciada en 1796 y que supuso un verdadero descalabro para la Monarquía de Carlos IV porque la Armada británica cortó las comunicaciones con el Imperio español de América, de donde procedían los principales ingresos para la Hacienda Real, tanto en metales preciosos como en derechos de aduanas. Los bienes desamortizados fueron los pertenecientes a los Colegios Mayores, los de los jesuitas que no se hubieran vendido tras su expulsión treinta años antes y los de las instituciones benéficas de la Iglesia.

## Historia

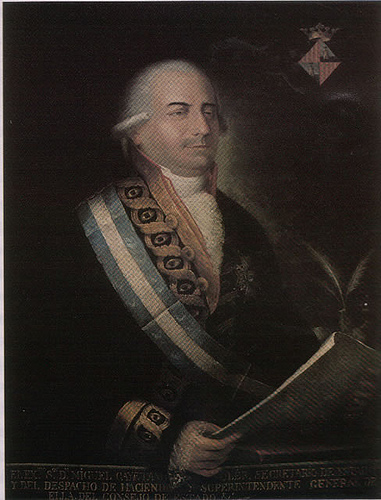
Miguel Cayetano Soler, Secretario de Hacienda

El primer problema que tuvo que abordar el nuevo gobierno de Mariano Luis de Urquijo tras la caída de Godoy el 28 de marzo de 1798 fue la práctica bancarrota de la Hacienda Real, cuyo déficit se había intentado sufragar hasta entonces con continuas emisiones de vales reales cuyo valor se había ido deteriorando, ya que el Estado tenía muchos problemas para pagar los intereses y los vencimientos de estos. Para solucionar este problema Urquijo recurrió a una medida extraordinaria: la apropiación por el Estado de ciertos bienes "amortizados", su posterior venta y la asignación del importe al pago de la deuda a través de una Caja de Amortización. Lo paradójico fue que esta primera desamortización española importante fuera conocida como la "Desamortización de Godoy".
El 25 de septiembre de 1798 se promulgaron tres reales órdenes. En la primera, se destinaba a la Caja de Amortización los «caudales y rentas de los seis Colegios Mayores» y se ponían en venta sus propiedades, compensando a esta "mano muerta" con el 3 % del valor de las mismas, que abonaría la Caja de Amortización. La segunda incorporaba «definitivamente a la Real Hacienda», y en concreto a la Caja de Amortización, «todos los bienes que quedasen de las llamadas temporalidades de los jesuitas», es decir, los bienes de los jesuitas, expulsados en 1767, que aún no hubiesen sido enajenados. La tercera y última real orden establecía la enajenación «a beneficio de la Caja [de Amortización] de todos los bienes fundos pertenecientes a hospitales, hospicios, casas de misericordia, de reclusión y de expósitos, cofradías, memorias y obras pías y patronatos de legos, bajo el interés anual del tres por ciento a los desposeídos». En esta tercera orden, pues, se desamortizaban las propiedades de buena parte de las instituciones de beneficencia de la Iglesia, recibiendo a cambio una renta anual del 3% del valor de las bienes vendidos. En conclusión, Urquijo sólo desamortizó los bienes de "manos muertas" "políticamente débiles" (Colegios Mayores, hospicios, hospitales...) o "indefensas" (los bienes de los jesuitas expulsados) y "la Iglesia no dio la batalla en defensa de los patrimonios de estas instituciones".
Como destacó Francisco Tomás y Valiente, "con estas tres disposiciones podemos decir que se inicia la desamortización tal como siguió realizándose a lo largo del siglo XIX, esto es, con las características siguientes: apropiación por parte del Estado y por decisión unilateral suya de bienes inmuebles pertenecientes a «manos muertas»; venta de los mismos, y asignación del importe obtenido con las ventas a la amortización de los títulos de la deuda".
Sin embargo, gran parte de los fondos de las ventas no fueron ingresados en la Caja de Amortización sino que fueron dedicados por Manuel Godoy, que volvió al poder a finales del año 1800, a los gastos de la nueva guerra con Gran Bretaña (1803-1808). Por eso Godoy negoció y obtuvo del papa Pío VII una nueva desamortización de bienes de la Iglesia. El 12 de diciembre de 1806 se promulgaba un breve pontificio —publicado en España el 21 de febrero de 1807— por el que el papa concedía al rey Carlos IV la facultad de enajenar «la séptima parte de los predios pertenecientes a las iglesias, monasterios, conventos, comunidades, fundaciones y otras cualesquiera personas eclesiásticas, incluso los bienes patrimoniales de las cuatro Órdenes Militares y la de San Juan de Jerusalén». A cambio recibirían el tres por ciento del valor de los respectivos bienes desamortizados. En el breve se decía que había que aplicar «los productos de la gracia a la extinción de los vales reales y al socorro de las urgentísimas necesidades de la Monarquía». Esta «gracia» concedida por Roma se explicaría por el deseo del Papa de apoyar al mantenimiento de una Monarquía del Antiguo Régimen, cuando algunas de ellas habían sido barridas por los ejércitos revolucionarios franceses. Sin embargo, esta desamortización del "séptimo eclesiástico" no fue aplicada pues Fernando VII nada más acceder al trono tras el motín de Aranjuez de marzo de 1808 suspendió su aplicación (las Cortes de Cádiz también la mantuvieron).
Con la llamada «desamortización de Godoy» en diez años se liquidó una sexta parte de la propiedad rural y urbana que administraba la Iglesia. Además las consecuencias sociales de la misma no deben ser desdeñadas, ya que la red benéfica de la Iglesia quedó prácticamente desmantelada. Y por otro lado la renta del 3 % prometida a las instituciones cuyas propiedades habían sido desamortizadas pronto dejó de abonarse por la falta de fondos de la Caja de Amortización.
Pero la "desamortización de Godoy" no solucionó los problemas de la Hacienda porque en 1808 los ingresos ordinarios no llegaban a los 500 millones de reales, mientras que los gastos estaban cercanos a los 900 millones, más los 200 millones en pagos de los intereses de la deuda acumulada, que en ese año según los cálculos presentados por José Canga Argüelles ante las Cortes de Cádiz en 1811 ascendían a 7000 millones de reales.